# Opération Flintlock
L'opération Flintlock est le nom donné à une série de 48 essais nucléaires souterrains complétés au site d'essais du Nevada et à Amchitka par les États-Unis en 1965 et 1966. Elle suit l'opération Whetstone et précède l'opération Latchkey.

## Essais
| Nom               | Date               | Puissance  |
| ----------------- | ------------------ | ---------- |
| Izzer             | 16 juillet 1965    | < 20 kt    |
| Pongee            | 22 juillet 1965    | < 20 kt    |
| Bronze            | 23 juillet 1965    | 20-200 kt  |
| Mauve             | 6 août 1965        | < 20 kt    |
| Ticking           | 21 août 1965       | < 20 kt    |
| Centaur           | 27 août 1965       | < 20 kt    |
| Screamer, Moa     | 1er septembre 1965 | < 20 kt    |
| Charcoal          | 10 septembre 1965  | 20-200 kt  |
| Elkhart           | 17 septembre 1965  | < 20 kt    |
| Long Shot         | 29 octobre 1965    | 80 kt      |
| Sepia             | 12 novembre 1965   | < 20 kt    |
| Kermet            | 23 novembre 1965   | < 20 kt    |
| Corduroy          | 3 décembre 1965    | 20–200 kt  |
| Emerson           | 16 décembre 1965   | < 20 kt    |
| Buff              | 16 décembre 1965   | 20-200 kt  |
| Maxwell           | 13 janvier 1966    | < 20 kt    |
| Lampblack         | 18 janvier 1966    | 20-200 kt  |
| Sienna            | 18 janvier 1966    | < 20 kt    |
| Dovekie           | 21 janvier 1966    | < 20 kt    |
| Reo               | 22 janvier 1966    | < 20 kt    |
| Plaid 2           | 3 février 1966     | < 20 kt    |
| Rex               | 24 février 1966    | 19 kt      |
| Red Hot           | 5 mars 1966        | < 20 kt    |
| Finfoot, Cinnamon | 7 mars 1966        | < 20 kt    |
| Clymer            | 12 mars 1966       | < 20 kt    |
| Purple            | 18 mars 1966       | < 20 kt    |
| Templar           | 24 mars 1966       | 370 tonnes |
| Lime              | 1er avril 1966     | < 20 kt    |
| Stutz             | 6 avril 1966       | < 20 kt    |
| Tomato            | 7 avril 1966       | < 20 kt    |
| Duryea            | 14 avril 1966      | 70 kt      |
| Fenton            | 23 avril 1966      | 1,4 kt     |
| Pin Stripe        | 25 avril 1966      | < 20 kt    |
| Ochre             | 29 avril 1966      | < 20 kt    |
| Traveler          | 4 mai 1966         | < 20 kt    |
| Cyclamen          | 5 mai 1966         | 12 kt      |
| Chartreuse        | 6 mai 1966         | 73 kt      |
| Tapestry          | 12 mai 1966        | < 20 kt    |
| Piranha           | 13 mai 1966        | 20-200 kt  |
| Dumont            | 19 mai 1966        | 20-200 kt  |
| Discus Thrower    | 27 mai 1966        | 22 kt      |
| Pile Driver       | 2 juin 1966        | 62 kt      |
| Tan               | 3 juin 1966        | 20-200 kt  |
| Puce              | 10 juin 1966       | < 20 kt    |
| Double Play       | 15 juin 1966       | < 20 kt    |
| Kankakee          | 15 juin 1966       | 20-200 kt  |
| Vulcan            | 25 juin 1966       | 25 kt      |
| Halfbeak          | 30 juin 1966       | 365 kt     |